# Bruno Bucheli
Bruno Bucheli, né en 1959 à Kriens et décédé accidentellement le 1er janvier 2003 au Costa Rica, est un médecin suisse (Docteur en médecine MDPH), responsable et coordinateur des actions de prévention relatives aux épidémies et à la vaccination pour le canton de Bâle-Ville. En outre il était expert "Biomed" et a publié différentes recherches médicales avancées.

## Biographie

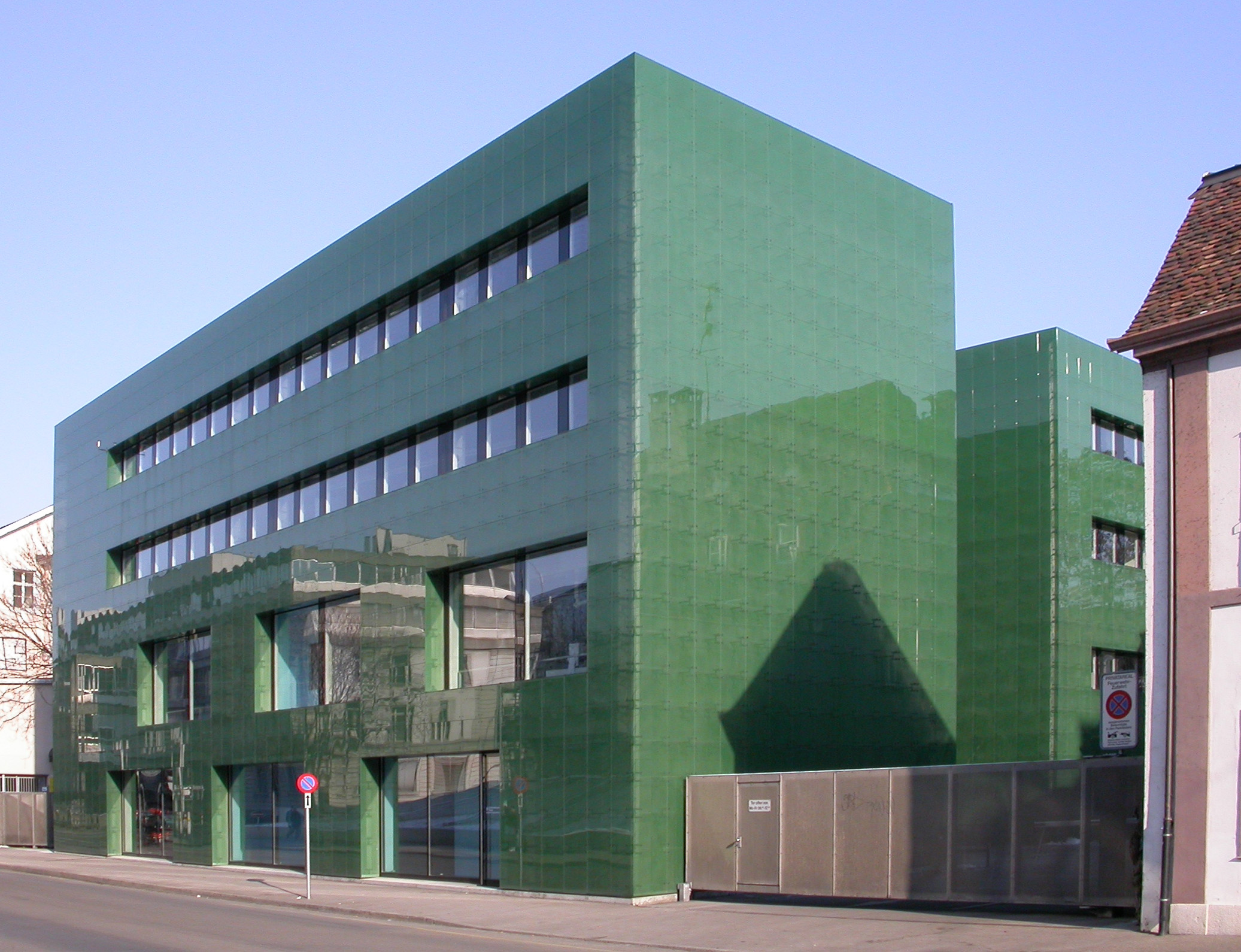
Bâle : hôpital cantonal - pharmacie

Né près de Lucerne à Kriens en 1959, il étudia tout d'abord la médecine (chirurgie et médecine interne) à la faculté de Bâle, puis à Genève en Suisse jusqu'en 1986 avant de poursuivre ses études à la Harvard School of Public Health in Boston (USA) par un Master en Santé Publique (Master of Public Health). De 1990 à 1999 il assura les fonctions d'assistant et de chef de clinique (Oberarzt) à l'hôpital cantonal de Bâle (Kantonsspital) en intervenant ponctuellement sur un projet concernant la détention préventive de certains patients hospitalisés et sur les patients touchés par le VIH. Il travailla pendant un an pour l'ONU en Namibie où il dirigea un hôpital. 
En 2000 il succéda au Docteur Hanspeter Rohr (2000) au poste de médecin cantonal pour Bâle. Expert et chercheur "Biomed" (Biomedexpert), il assura les fonctions de responsable et coordinateur des actions de prévention relatives aux épidémies et à la vaccination pour le canton de Bâle et responsable du Département de la Santé Publique du canton de Bâle (Department of Public Health des Kanton Basel-Stadt), tout en publiant différentes recherches médicales avancées. 
Homme érudit et cultivé le Docteur Bruno Bucheli maîtrisait cinq langues (français, allemand, italien, espagnol et anglais) et intervenait dans des congrès en Suisse et dans des séminaires internationaux. Il décéda accidentellement en se noyant, à la suite d'un malaise cardiaque, au Costa Rica le 1er janvier 2003 à l'âge de 44 ans.

## Publications
- "First Clinical Judgment by Primary Care Physicians Distinguishes Well Between Nonorganic and Organic Causes of Abdominal or Chest Pain" (1997) * (Benedict Martina, MD; Bruno Bucheli, MD; Martin Stotz, MD; Edouard Battegay, MD; Niklaus Gyr, MD) - by the Society of General Internal Medicine
- cité dans "Zürcher Beiträge zur Sicherheitspolitik und Konfliktforschung" (le terrorisme biologique) - No 74 - ISN (1996-2004)
- "Die Ziele der Gesundheitsversorgung am Beispiel des Kantons Basel-Stadt" -

Interview mit Dr Bruno Bucheli, Kantonsarzt Basel-Stadt (2002) - (http://www.fmc.ch/uploads/tx_userzsarchiv/10-die_Ziele_interview.neu.pdf)
- "The decision to get vaccinated against influenza" - ouvrage collectif (Sendi Pedram, MD; Locher Rebecca, MD; Bucheli Bruno, MD; Battegay Manuel, MD) - "The American journal of medicine" (2004) - ISSN 0002-9343
- "Intranasal influenza vaccine in a working population" - ouvrage collectif (Sendi Pedram, MD; Locher Rebecca, MD; Bucheli Bruno, MD; Battegay Manuel, MD) (2004) - by the "Infectious Diseases Society of America"
- "Reduced length of stay in medical emergency department patients : a prospective controlled study on emergency physician staffing" - (Bucheli Bruno, MD; Martina Benedict, MD)
- article lui étant dédié : "Teaching Boundaries to Physicians of all kind" (2003) - Part of the symposium on Boundaries Education : an expert update on diverse approaches and settings - (Dr Werner Tschan, Dr Bruno Bucheli in memoriam)

## Sources
- http://www.sncweb.ch/newsbox/januar-2003/2003-januar-07_kantone.htm
- http://www.biomedexperts.com/Profile.bme/167657/Bruno_Bucheli
- http://www.bsgp.ch/userdocs/Handout%20APA%201102.pdf
- http://www.bs.ch/mm/print/showmm.htm?url=2000-08-31-rrbs-002